# Formica exsectoides
Formica exsectoides é uma espécie de formiga do gênero Formica, pertencente à subfamília Formicinae. São nativas da América do Norte.